# Уракава (повіт)
Пові́т Урака́ва (яп. 浦河郡, うらかわぐん, МФА: [uɾakawa guɴ]) — повіт в Японії, в окрузі Хідака префектури Хоккайдо. 